# Józef Sękowski
Józef Julian Sękowski, Osip Iwanowicz Sienkowski, pseudonim „Baron Brambeus” (ros. Осип Иванович Сенковский; ur. 31 marca 1800  lub 19 marca 1800 w Antagołanach koło Wilna, zm. 16 marca 1858 w Petersburgu ) – polski orientalista, podróżnik, pisarz, członek Towarzystwa Szubrawców, profesor Uniwersytetu w Petersburgu, carski cenzor.

## Życiorys
Uznawał się za odległego potomka Macieja Kazimierza Sarbiewskiego , choć pojawiały się pogłoski o jego nieszlacheckim rodowodzie .  Studiował na Uniwersytecie Wileńskim. Jednym z jego nauczycieli był Joachim Lelewel. Wykładowcą Uniwersytetu Wileńskiego był także wuj Sękowskiego, Gotfryd Groddeck . Sękowski związany był z lożami wolnomularskimi Gorliwy Litwin oraz Gorliwy Litwin Zreformowany . Ukończył studia w 1819 . W tym samym roku przeniósł się do Turcji, i służył jako dragoman przy rosyjskim poselstwie w Stambule.
W 1820 wyruszył w podróż do Syrii i Egiptu. Wolnomularze wileńscy sponsorowali jego ekspedycję naukową. W trakcie tej podróży dotarł w okolice III katarakty. Zawarł wówczas znajomość z Wacławem Rzewuskim . Relacje Sękowskiego z tej podróży ukazywały się w  „Dzienniku Wileńskim” i „Pamiętniku Warszawskim” . W 1821 wrócił do Wilna . Pod koniec tego roku zamieszkał w Petersburgu .
W 1822 został zatrudniony na Uniwersytecie w Petersburgu jako profesor języków orientalnych. W 1823 wybrany został członkiem korespondentem Towarzystwa Warszawskiego Przyjaciół Nauk, a trzy lata później Towarzystwa Naukowego Krakowskiego . W 1826 Uniwersytet Jagielloński nadał mu doktorat honoris causa . Z tej okazji uczelnia otrzymała od niego hieratyczny papirus z I w. n.e., tzw. Papirus Sękowskiego. W 1828 został członkiem korespondentem Cesarskiej Akademii Nauk w Petersburgu . W 1847 przeszedł na emeryturę na uczelni .
W latach 20. powierzono mu misję wizytowania i ekspertyzy szkolnictwa zakonnego na terenach białoruskich . Wystawiał szkołom zakonnym u władz rosyjskich nieprzychylne opinie, postulując ich reorganizację, a niekiedy likwidację . W latach 1828–1833 służył jako cenzor wydawnictw . Odnosił się nieprzychylnie do idei powstania listopadowego . Po jego upadku pozostawał w służbie rosyjskiej. Był redaktorem rosyjskiego miesięcznika „Bibliotieka dla cztienija” .
Był pisarzem, satyrykiem i polemistą; publikował pod pseudonimem Baron Brambeus. Krytykował odkrycia Champolliona. Jego opowiadanie Podróż uczona na wyspę niedźwiedzią uznano za jeden z wczesnych przykładów literatury fantastycznonaukowej. Po jego śmierci, w Petersburgu wydano w dziewięciu tomach jego dzieła zebrane (1858-59) .

## Życie prywatne
Ożenił się z Marią Rodziewiczówną w 1819 . W 1828 para rozwiodła się . W 1829 wziął ślub z córką barona, Adelą Rail .

### Literatura dodatkowa
- Rosyjski Słownik Biograficzny, s. 316 do 325. [dostęp 2009-10-11]. (ros.).
- Fantastyczne podróże. 1840. [dostęp 2016-05-21]. (pol.).
- Sobranie soczinienij. 1859. [dostęp 2016-05-21]. (ros.).
- Wielkie posłuchanie u Lucypera (1862). Śląska Biblioteka Cyfrowa [dostęp 2016-10-25]